# العلاقات الهندية الكورية الجنوبية
العلاقات الهندية الكورية الجنوبية هي العلاقات الثنائية التي تجمع بين الهند وكوريا الجنوبية.
يعود تاريخ العلاقات الهندية الكورية الجنوبية إلى 2000 سنة. بُنيَت العلاقات الدبلوماسية الرسمية بين البلدين في عام 1973. توصل البلدان إلى العديد من الاتفاقيات التجارية منذ ذلك الحين: اتفاقية تشجيع التجارة والتعاون الاقتصادي والتكنولوجي في عام 1974، واتفاقية التعاون في العلوم والتكنولوجيا لعام 1976، واتفاقية تجنب الازدواج الضريبي في عام 1985، واتفاقية تشجيع/حماية الاستثمار الثنائي في عام 1996.
زادت الحركة التجارية بين البلدين بشكل كبير، وذلك من 530 مليون دولار أمريكي خلال السنة المالية 1992-1993 إلى 10 مليارات دولار أمريكي خلال 2006-2007، وارتفعت أيضًا إلى 17.6 مليار دولار أمريكي في عام 2013.
قطعت العلاقات بين الهند وجمهورية كوريا أشواطًا كبيرة في السنوات الأخيرة، وأصبحت متعددة الأبعاد بشكل حقيقي، ودُفِعت بتقارب كبير في المصالح وحسن النية المتبادلة والتبادلات الرفيعة المستوى. تعد كوريا الجنوبية حاليًا خامس أكبر مصدر للاستثمار في الهند. أنشأت شركات كورية مثل مجموعة إل جي وسامسونج منشآت تصنيع وخدمات في الهند، وفازت العديد من شركات البناء الكورية بمنح لجزء من العديد من خطط بناء البنية التحتية في الهند، وذلك مثل مشروع تطوير الطرق السريعة الوطني. إن شراء شركة تاتا موتورز لسيارات دايو التجارية بتكلفة 102 مليون دولار أمريكي سلط الضوء على استثمارات الهند في كوريا، والتي تتألف في معظمها من المقاولة من الباطن.
يقدر عدد الجالية الهندية في كوريا بحوالي 8000 شخص، وتشمل رجال الأعمال، والمتخصصين في تكنولوجيا المعلومات، والعلماء، وزملاء البحث، والطلاب والعمال. يوجد هناك حوالي 150 من رجال الأعمال يعملون بشكل رئيسي في المنسوجات. جاء أكثر من 1000 هندي من المتخصصين في تكنولوجيا المعلومات ومهندسي البرمجيات إلى كوريا للعمل مؤخرًا، بما في ذلك في التكتلات الكبيرة مثل سامسونج ومجموعة إل جي. يوجد في كوريا حوالي 500 عالم بالإضافة إلى علماء بحث ما بعد الدكتوراه.

## العلاقات الحديثة
سعت الشركات الكورية الجنوبية خلال الأزمة المالية الآسيوية في عام 1997 إلى زيادة الوصول إلى الأسواق العالمية، وبدأت الاستثمارات التجارية مع الهند. أُنشِئت اللجنة المشتركة بين الهند وجمهورية كوريا في فبراير عام 1996، وترأسها وزير الشؤون الخارجية ووزير الشؤون الخارجية والتجارة من الجانب الكوري. عُقِدت ستة اجتماعات للجنة المشتركة حتى الآن، وكان آخرها في سيول في يونيو عام 2010.
أعرب الرئيس الكوري السابق روو تاي وو في مقابلة أجراها مع صحيفة تايمز أوف إنديا عن رأيه بأن التعاون بين البرمجيات الهندية وصناعات تكنولوجيا المعلومات الكورية سيحقق نتائج ناجحة. اتفق البلدان على تحويل تركيزهما إلى مراجعة سياسات التأشيرة بينهما، وتوسيع التجارة، وإبرام اتفاقية للتجارة الحرة لتشجيع المزيد من الاستثمار بين البلدين.
ذهب الرئيس الهندي الدكتور أبو بكر زين العابدين عبد الكلام بزيارة دولة إلى كوريا في فبراير عام 2006. بشرت هذه الزيارة بمرحلة جديدة نشطة في العلاقات بين الهند وكوريا. أدت أيضًا إلى إطلاق فرقة عمل مشتركة لإبرام اتفاقية شراكة اقتصادية ثنائية شاملة، والتي وقعها وزير التجارة والصناعة السيد أناند شارما في سيول في 7 أغسطس عام 2009.
ذهب الرئيس الكوري لي بزيارة تاريخية إلى الهند، كرئيس ضيف في احتفالات يوم الجمهورية الهندية في 26 يناير عام 2010، وذلك عندما رُفِعت العلاقات الثنائية إلى مستوى الشراكة الاستراتيجية.
أُنشِئ مركز ثقافي هندي في جمهورية كوريا في أبريل عام 2011، وافتُتِح مهرجان الهند في كوريا من قبل الدكتور كاران سينغ، رئيس المجلس الهندي للعلاقات الثقافية، في 30 يونيو عام 2011 لتنشيط العلاقات الثقافية بين البلدين.
ذهبت الرئيسة الهندية السيدة براتيبا ديفيسينغ باتيل في زيارة دولة إلى كوريا في الفترة من 24 إلى 27 يوليو عام 2011، وقع البلدان خلالها على اتفاقية التعاون في مجال الطاقة النووية المدنية. خططت الهند، وهي مستورد رئيسي للأسلحة والمعدات العسكرية، لثماني سفن حربية من كوريا الجنوبية في يونيو عام 2012، ولكن العقد انتهى بإلغائه.
ذهب رئيس الوزراء الدكتور مانموهان سينغ بزيارة رسمية إلى سيول في الفترة من 24 إلى 27 مارس عام 2012. تعلقت زيارته بقمم الأمن النووي، والتي أدت إلى تعميق الشراكة الاستراتيجية الثنائية، والتي تشكلت خلال زيارة الرئيس لي ميونغ باك الرسمية إلى الهند. وقع البلدان على اتفاقية تسهيل التأشيرة في 25 مارس عام 2012 بحضور الزعيمين في البيت الأزرق، وأُصدِر بيان مشترك خلال زيارة رئيس الوزراء.
زار الرئيس الكوري الجنوبي السابق باك غيون هي الهند في عام 2014. افتتح الرئيس الكوري الجنوبي مون جاي إن ورئيس الوزراء الهندي ناريندرا مودي معًا مصنع تجميع الهواتف الذكية لشركة إلكترونيات سامسونج في نويدا في يوليو عام 2018، وهو أكبر مصنع من نوعه في العالم.

## مقارنة بين البلدين
هذه مقارنة عامة ومرجعية للدولتين:
| وجه المقارنة                                              | الهند                       | كوريا الجنوبية                                                          |
| --------------------------------------------------------- | --------------------------- | ----------------------------------------------------------------------- |
| المساحة (كم2)                                             | 3.29 مليون                  | 100.30 ألف                                                              |
| عدد السكان (نسمة)                                         | 1.35 مليار                  | 51.47 مليون                                                             |
| الكثافة السكانية (ن./كم²)                                 | 410.33                      | 513.16                                                                  |
| العاصمة                                                   | نيودلهي                     | سول                                                                     |
| اللغة الرسمية                                             | اللغة الهندية، لغة إنجليزية | اللغة الكورية                                                           |
| العملة                                                    | روبية هندية                 | وون كوري جنوبي                                                          |
| الناتج المحلي الإجمالي (بليون دولار)                      | 2.60 تريليون                | 1.53 تريليون                                                            |
| الناتج المحلي الإجمالي (تعادل القوة الشرائية) بليون دولار | 8.00 تريليون                | 1.75 تريليون                                                            |
| الناتج المحلي الإجمالي الاسمي للفرد دولار أمريكي          | 1,927.7 ألف                 | 31,631.5 ألف                                                            |
| الناتج المحلي الإجمالي للفرد (دولار أمريكي)               | 5.70 ألف                    |                                                                         |
| مؤشر التنمية البشرية                                      | 0.609                       | 0.901                                                                   |
| رمز المكالمات الدولي                                      | +91                         | +82                                                                     |
| رمز الإنترنت                                              | .in، .भारत ‏، .بھارت ‏،        | .kr                                                                     |
| المنطقة الزمنية                                           | ت ع م+05:30، توقيت الهند    | توقيت كوريا الجنوبية، ت ع م+09:00، آسيا/سيول ‏، ت ع م+08:00، ت ع م+08:30 |

## مدن متوأمة
في ما يلي قائمة باتفاقيات التوأمة بين مدن هندية وكورية جنوبية:
- ترتبط نيودلهي مع سول باتفاقية توأمة.
- ترتبط حيدر آباد مع سوون باتفاقية توأمة منذ 2000.
- ترتبط تشيناي مع ألسان باتفاقية توأمة منذ 1966.
- ترتبط دلهي مع سول باتفاقية توأمة منذ 25 سبتمبر 2002.[19][19][19][19]
- ترتبط كلكتا مع إنتشون باتفاقية توأمة.

## منظمات دولية مشتركة
يشترك البلدان في عضوية مجموعة من المنظمات الدولية، منها:
| علم المنظمة | اسم المنظمة                        | تاريخ انضمام الهند | تاريخ انضمام كوريا الجنوبية |
| ----------- | ---------------------------------- | ------------------ | --------------------------- |
|             | مؤسسة التمويل الدولية              | 20 يوليو 1956      | 16 مارس 1964                |
|             | يونسكو                             | 4 نوفمبر 1946      | 14 يونيو 1950               |
|             | مؤسسة التنمية الدولية              | 24 سبتمبر 1960     | 18 مايو 1961                |
|             | وكالة ضمان الاستثمار متعدد الأطراف | 6 يناير 1994       | 12 أبريل 1988               |
|             | منظمة حظر الأسلحة الكيميائية       | ?                  | ?                           |
|             | البنك الإفريقي للتنمية             | ?                  | ?                           |
|             | الأمم المتحدة                      | 30 أكتوبر 1945     | 17 سبتمبر 1991              |
|             | منظمة الشرطة الجنائية الدولية      | ?                  | ?                           |
|             | منتدى آسيان الإقليمي ‏              | ?                  | ?                           |
|             | مجموعة العشرين                     | ?                  | ?                           |
|             | البنك الدولي للإنشاء والتعمير      | 27 ديسمبر 1945     | 26 أغسطس 1955               |
|             | الفريق المعني برصد الأرض           | ?                  | ?                           |
|             | الاتحاد البريدي العالمي            | ?                  | ?                           |
|             | منظمة التجارة العالمية             | 1995               | ?                           |
|             | المنظمة الهيدروغرافية الدولية      | ?                  | ?                           |
|             | بنك التنمية الآسيوي                | 1966               | 1966                        |
|             | نظام تحكم تكنولوجيا القذائف        | 2016               | 2001                        |

## وصلات خارجية
- موقع وزارة الخارجية الهندية
- موقع وزارة الخارجية الكورية الجنوبية